# Tazoudazaur
Tazoudazaur (Tazoudasaurus naimi) – dinozaur z grupy zauropodów (Sauropoda). 
Żył w epoce wczesnej jury (ok. 185-177 mln lat temu) na terenach północnej Afryki. Długość ciała ok. 9 m, wysokość ok. 3,5 m, masa ok. 2 t. Jego szczątki znaleziono w Maroku (w górach Atlas).
Był jednym z najstarszych zauropodów. Opisany na podstawie fragmentów kręgosłupa, ogona i czaszki. Nazwa rodzajowa pochodzi od lokalizacji znaleziska – Tazouda, nazwa gatunkowa to złacinnizowana wersja arabskiego słowa oznaczającego tyle co "nieznaczny, skromny" i odnosi się do niewielkich, jak na zauropoda, rozmiarów zwierzęcia. Tazoudazaur posiadał wiele prymitywnych cech charakterystycznych dla prozauropodów – jego zęby są łopatkowego kształtu i są ząbkowane. Ponadto żuchwa nie posiada jeszcze spojenia, które jest cechą bardziej zaawansowanych zauropodów. Zęby noszą ślady w kształcie litery  "V", co zostało zinterpretowane jako przesłanka tezy głoszącej, że dinozaur ten przeżuwał pokarm, a nie połykał od razu części roślin.